# アンドンクラゲ
アンドンクラゲ（行灯水母、行灯海月、学名 Carybdea brevipedalia ）は、箱虫綱に属するクラゲの一種。本種の学名はCarybdea rastoni とされていたが、2010年の分子系統解析によって日本近海に分布する個体は別種であることが分かり、シノニムとされていた Carybdea brevipedalia に復帰された。

## 特徴
名前の通り行灯を思わせるような体長3-3.5cmほどの立方型の傘を持ち、その下に長さ20cm程の鞭状をした触手を4本伸ばしている暖海性の立方クラゲである。
クラゲの中では強い遊泳力を持っており、黒潮に乗って日本近海に北上し、北海道付近にまで達する。日本近海での発生期は6-8月であり、その時期であるお盆の頃と行燈に似た形態に因んで、その名前が付いたとも言われる。
その遊泳力と強烈な刺胞毒で、小魚を捕食する。

## 人への害
本種はカツオノエボシと共に電気クラゲと呼ばれて嫌われている種である。
人が刺されると通常は蜜蜂に刺された程度の痛みで、跡は残らないのだが、人によっては激痛を感じ、患部はミミズ腫れのようになる。殆どの場合において大事には至らないが、その痛みの強さから、一度でも刺されると印象に残りやすい。体が透明で海水に透けて非常に見えにくいため、気づいた時には刺されているというケースも多く、海水浴やダイビングでの要注意動物とされている。本種が群れを成して押し寄せた場合、海水浴場が閉鎖される事もある。
お盆以降の海水浴を避けた方が良いと言われる理由の一つとして、本種の存在が挙げられる。
九州地方から東海地方に至る太平洋沿岸では本種を｢イラ｣と呼ぶことがある。これは人を刺して痛い思いをさせる本種を植物の棘になぞらえた呼び名である。
また、神奈川県の地域では「イセラ」と呼ばれることもある。

## 近縁種
沖縄に生息するハブクラゲや、オーストラリア北部に生息し｢殺人クラゲ｣として恐れられているオーストラリアウンバチクラゲなどが知られる。

## 対処法
もし刺されてしまった場合は、速やかに陸へ上がり、海水をかけるもしくは近くにあるボードやタオルを用いて触手を取り除く。その後、患部を冷やす。刺傷箇所に食用酢をかけて洗う。酢には本種の刺胞の発射を抑制する効果がある。ただし、酢は全ての刺胞動物に対して有効という訳ではない。